# Eternal Love
Eternal Love er en amerikansk stumfilm fra 1917 af Douglas Gerrard.

## Medvirkende
- Douglas Gerrard som Paul Dachette.
- George Gebhardt som Cou Cou.
- Edward Clark som François Gautier.
- Dan Duffy som M. Blanc.
- Ruth Clifford som Mignon.